# Neuhäsen
Neuhäsen ist ein Ortsteil der Gemeinde Löwenberger Land im Norden des Landes Brandenburg.

## Geographie
Neuhäsen liegt im Südosten des Naturraums der Granseer Platte. Der Ortsteil wird westlich der Ortslage von der Berliner Nordbahn und der Bundesstraße 96 durchquert. Er grenzt im Norden an den Ortsteil Gutengermendorf, im Osten an den Ortsteil Klevesche Häuser, im Osten und Süden an den Ortsteil Häsen, im Süden an den Ortsteil Löwenberg sowie im Westen an den Ortsteil Hoppenrade.

## Geschichte
Neuhäsen entstand im 19. Jahrhundert als Vorwerk des Rittergutes Häsen. 1928 wurde der Gutsbezirk Häsen einschließlich Neuhäsens in die Landgemeinde Häsen umgewandelt. Am 31. Dezember 1997 schloss sich Häsen mit neun weiteren Gemeinden zur neuen Gemeinde Löwenberger Land zusammen. Neuhäsen bildet einen Ortsteil der Gemeinde Löwenberger Land.